# Stadtmuseum Wedel
Das Stadtmuseum Wedel ist ein städtisches Museum in Wedel im Schleswig-Holsteinischen Kreis Pinneberg. Es beherbergt eine stadtgeschichtliche Sammlung mit Exponaten aus der Zeit der ersten urkundlichen Erwähnung Wedels bis in die Neuzeit.

## Geschichte
1912 wurde das Museum mit der Einrichtung einer volkskundlichen Sammlung als Altertums-Museum eröffnet. In der Zeit des Nationalsozialismus erfolgte 1936, im Rahmen des damaligen Sprachgebrauchs,  die Umbenennung zum Heimatmuseum. Nach dem Zweiten Weltkrieg wurde das Museum 1945/46 aufgelöst und der Sammlungsbestand verkauft. In dem freigewordenen Gebäude wurden zunächst Flüchtlinge und später verschiedene Institutionen und Vereine untergebracht. In den 1980er Jahren setzte sich der Schleswig-Holsteinische Heimatbund für eine Wiedereröffnung des Museums ein und 1982 wurden die ersten Ausstellungen eröffnet. 1989 wurde eine Fachkraft zur Aufarbeitung der städtischen Ortsgeschichte eingestellt und nach einer Restaurierung des Gebäudes konnte das Museum 1992 das Heimatmuseum Wedel eröffnet werden. Die Dauerausstellung umfasst kultur- und sozialgeschichtliche Aspekte der Stadt. 2006 wurde die Dauerausstellung überarbeitet und um eine Industrie- und technikgeschichtliche Sammlungen erweitert, seither trägt das Museum den Namen Stadtmuseum Wedel.

## Dauerausstellung
Zu den Exponaten gehörten archäologischer Funde aus der nahegelegenen ehemaligen Turmhügelburg Hatzburg. Weitere Ausstellungsschwerpunkte sind die Entstehung des Marktfleckens durch seine Lage am Ochsenweg, die Entwicklung von Landwirtschaft, Handwerk und Gewerbe und die die Wandlung vom Dorf zur Stadt. Wichtiger Standort der Technikgeschichte ist das MÖLLER-TECHICON auf dem Gelände des Unternehmens Möller-Wedel. Zu den herausragenden Exponaten der Dauerausstellung gehören Gemälde des impressionistischen Landschaftsmalers Rudolf Höckner (1864–1942), der mehr als 30 Jahre in Wedel tätig war.

## Museumsgebäude
Das Museumsgebäude in der Küsterstraße 5 wurde 1829 als erstes Wedeler Schulhaus erbaut. Es ist ein zweigeschossiger spätklassizistischer Backsteinbau mit Walmdach. Es steht auf der Liste der Kulturdenkmale in Wedel und bildet zusammen mit der Immanuelkirche, dem Pastorat, dem Haus Marktplatz 3 und der Wedeler Rolandstatue das letzte erhaltene städtebauliche Ensemble denkmalgeschützter Bauwerke in Wedel. Nach der Auflösung des Museums 1945/46 wurde das freigewordene Gebäude als Unterkunft für Vertriebene genutzt. Anschließend war es Sitz verschiedener Institutionen und Vereine, bis es wieder zum Museum umgewidmet wurde.

## Bilder

Bilder aus der Ausstellung
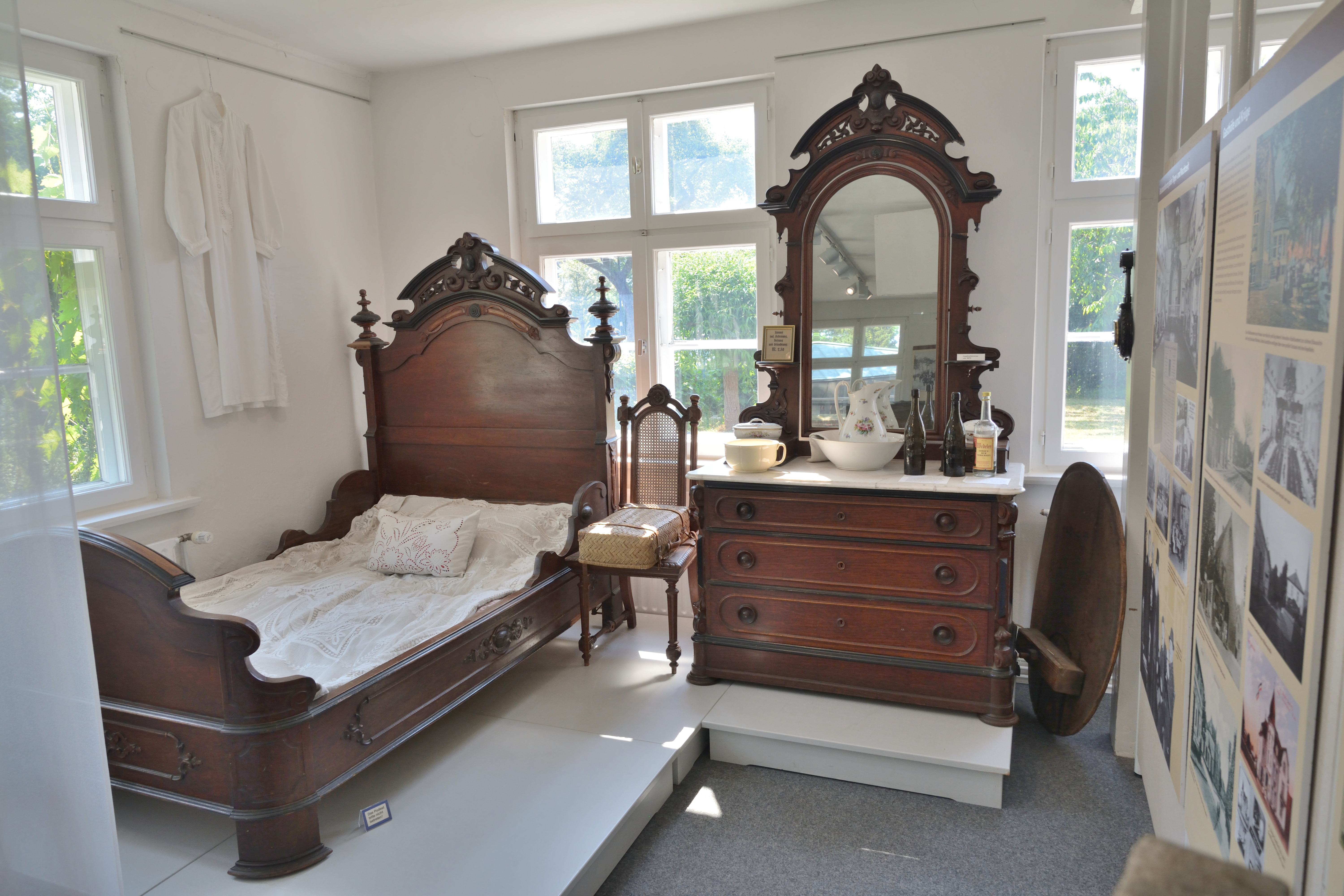
Einrichtung eines Hotelzimmers um 1870, Hotel "Freihof"
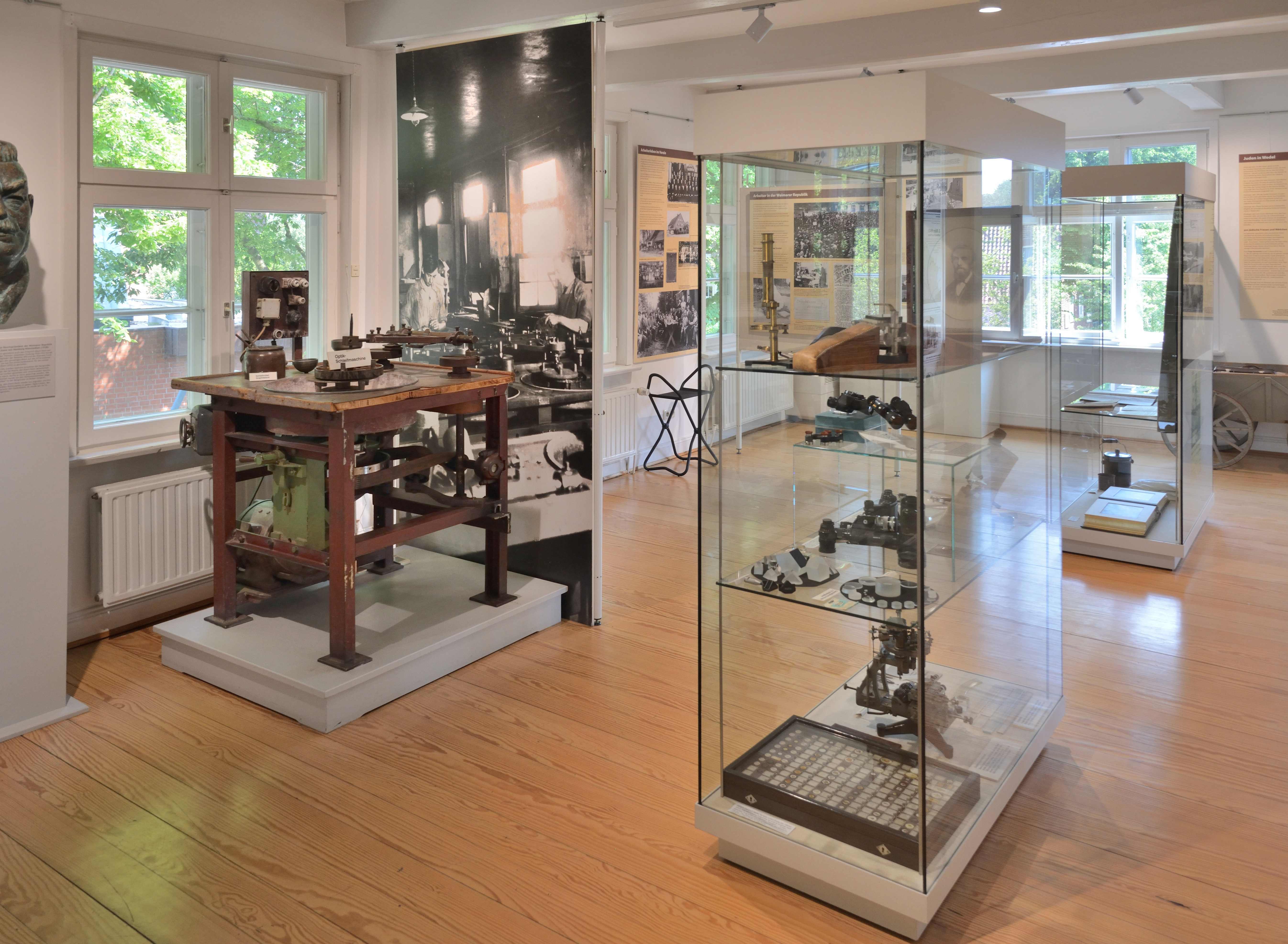
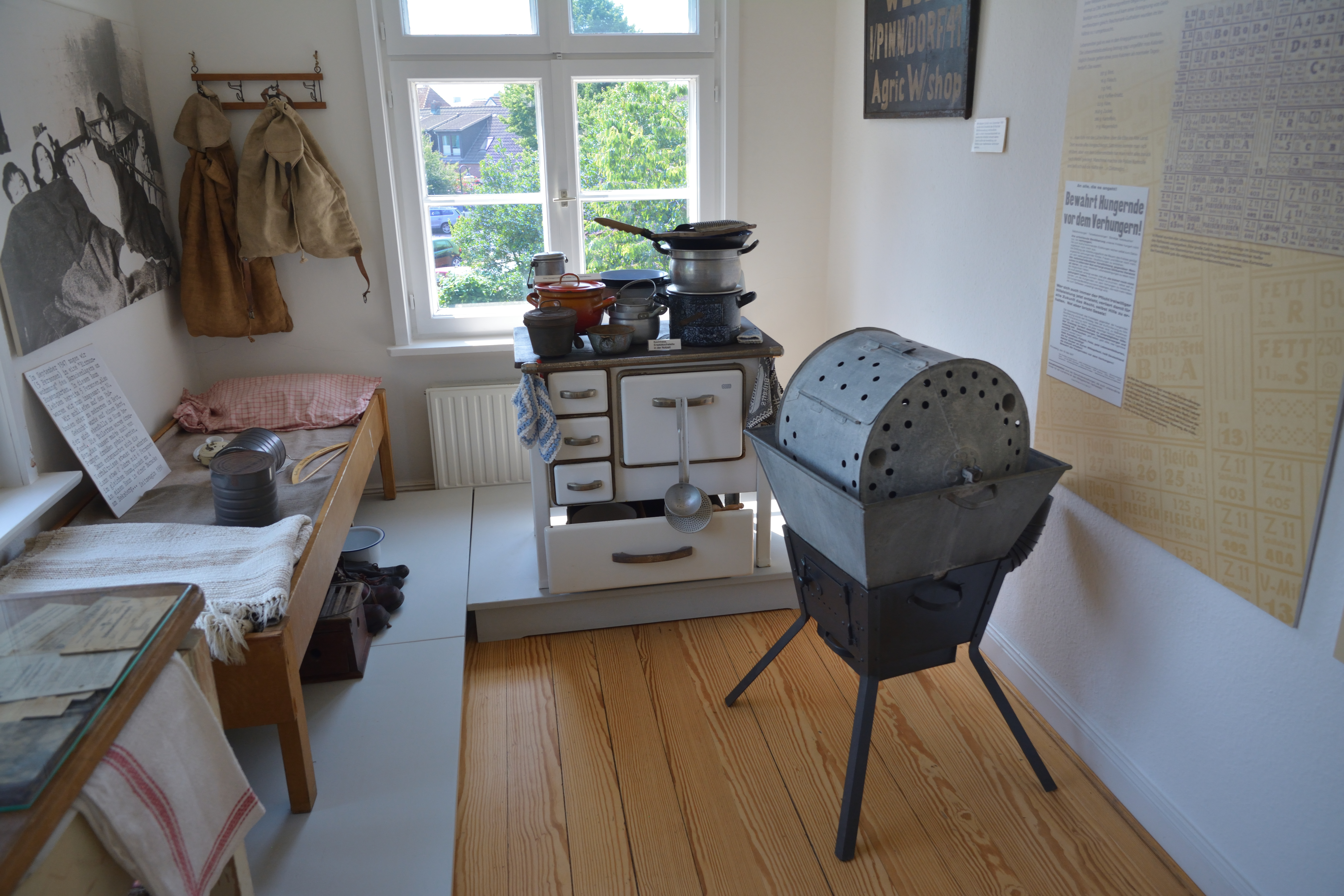
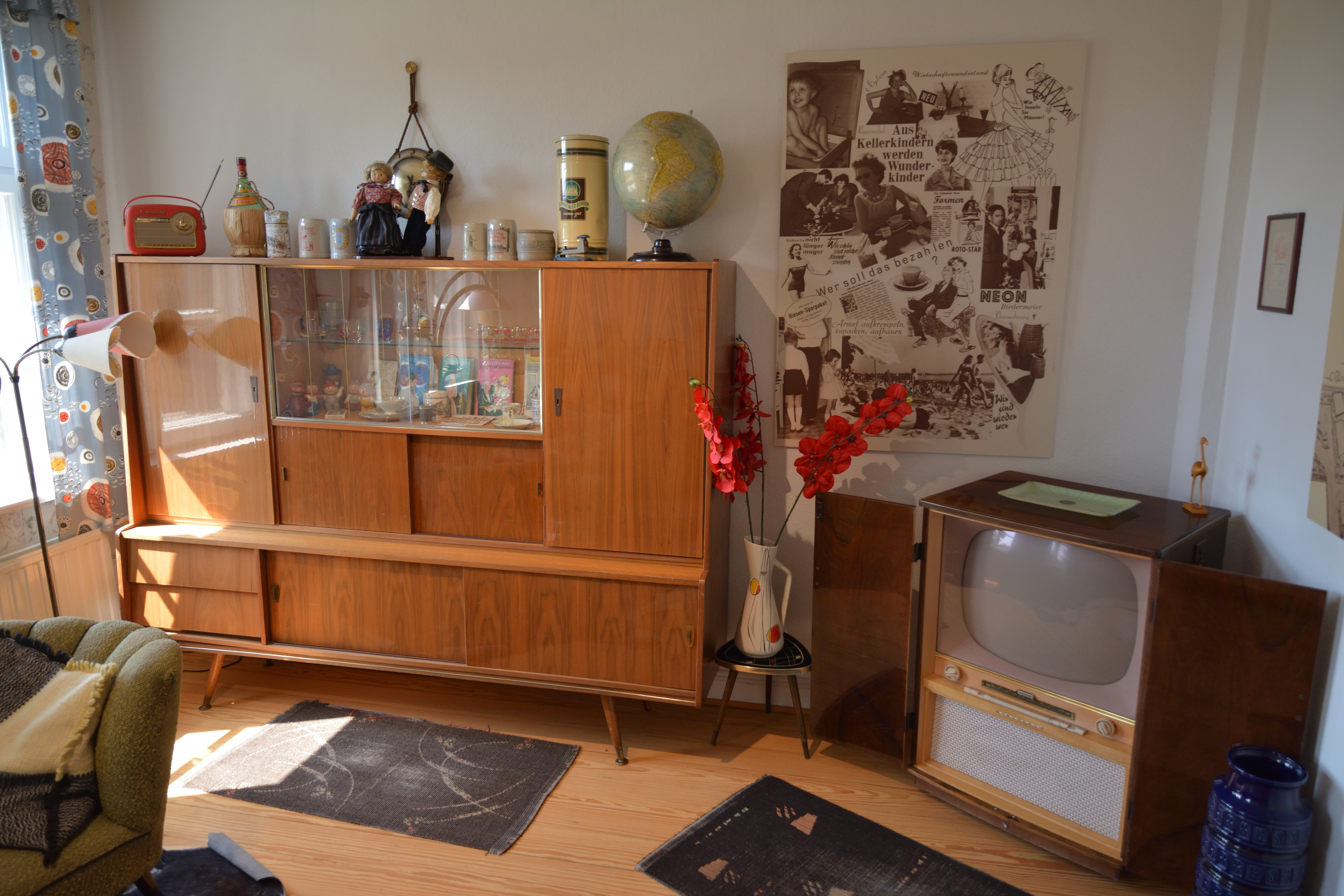
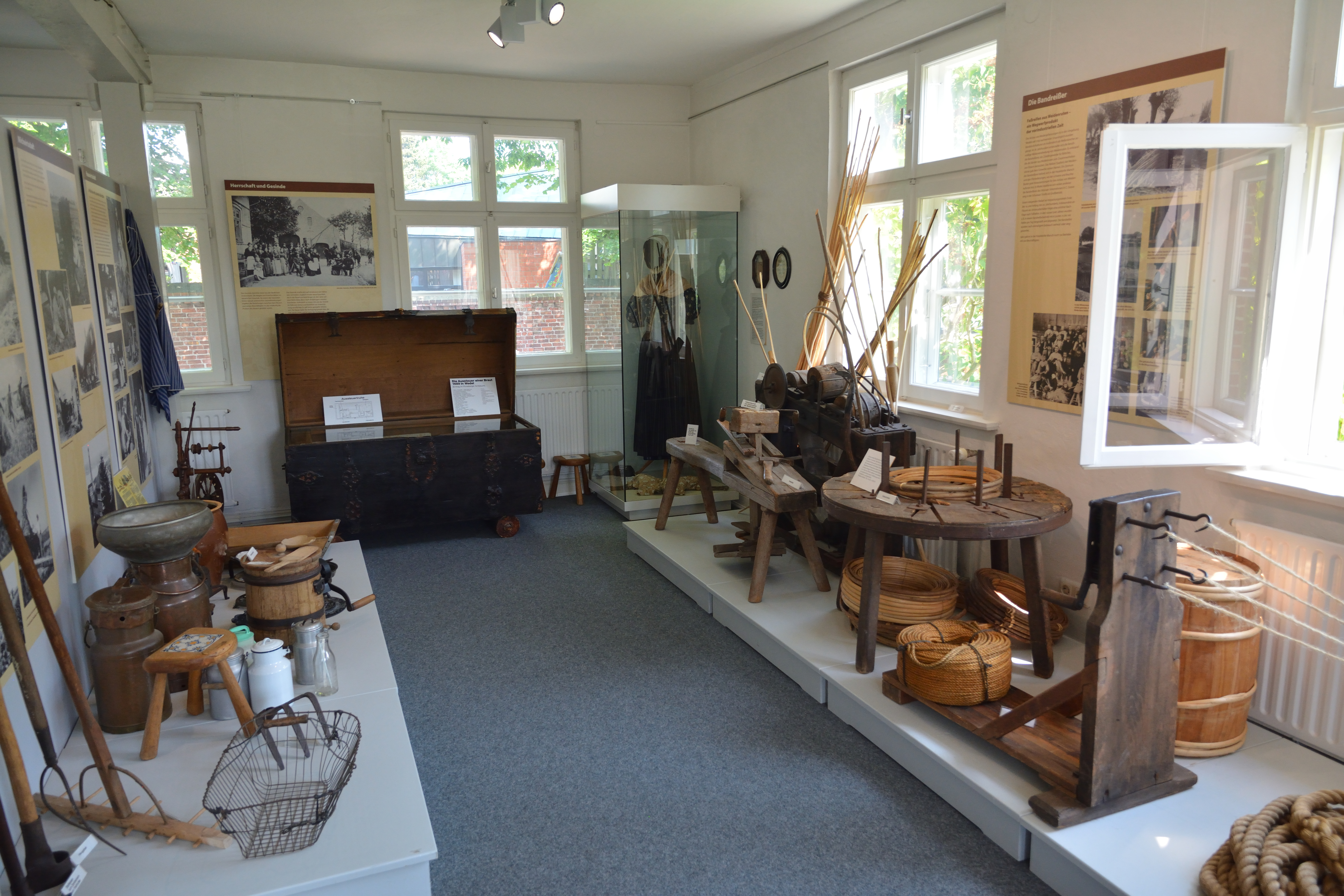